# 安藤有益
安藤 有益（あんどう ゆうえき、寛永元年（1624年） - 宝永5年6月25日（1708年8月11日））は、江戸時代前期の和算家・暦学者。通称:市兵衛。

## 経歴
出羽国山形の出身。今村知商に師事して数学や暦学を学ぶ。山形藩に仕えた時期もあったとされるが、慶安3年（1650年）に会津藩主保科正之から暦算の才能を評価され、茶坊主の名目で会津に招聘される。
後に江戸屋敷の勘定役として100石が与えられ、続いて当時会津藩に仕えていた島田貞継にも数学や暦学を学び、その配下として猪苗代湖の水利治水や飯豊山や磐梯山の標高の確定、田畑の測量事業などに参加した。また、寛文2年（1662年）には今村知商の著書『竪亥録（じゅがいろく）』の注釈書である『竪亥録仮名抄』を、その翌年には宣明暦の研究書である『長慶宣明暦算法』を著している。更に米価を調査して、常平倉を設置して物価の安定に尽くしたことが評価されて、延宝3年（1675年）に200石の加増を受けて300石となる。更に貞享4年（1687年）には長暦である『本朝統暦』を編纂している。
だが、元禄元年（1688年）に郡奉行であった安藤は猪苗代開拓を巡る政争に巻き込まれて所領を没収されて、耶麻郡極入村（現在の福島県西会津町奥川大字飯根）に幽閉される。しかし、ここで安藤は研究に没頭し、島田から伝授された魔方陣の研究を深め、元禄9年（1696年）には日本最初の魔方陣の解説書である『奇偶方数』を完成させた。この年、藩に呼び戻された安藤は翌年、100石の普請奉行に任ぜられた。85歳で没し、大龍寺に葬られた。